# Alberto Breccia Guzzo
Alberto Breccia Guzzo (* 3. Juli 1946 in Montevideo; † 1. Dezember 2014) war ein uruguayischer Politiker. 
Alberto Breccia, Bruder der Journalistin Sonia Breccia, war von Beruf Rechtsanwalt. Bereits während seines Studiums an der Universidad de la República war er politisch aktiv. Als Mitglied des Movimiento de Liberación Nacional wurde er 1972 im Vorfeld der aufkommenden zivil-militärischen Diktatur in Uruguay von der Militärjustiz angeklagt und bis 1975 im Gefängnis von Libertad inhaftiert. Am 8. September 1980 promovierte er im rechtswissenschaftlichen und sozialwissenschaftlichen Bereich. Breccia wurde 2004 als Senator für das Movimiento de Participación Popular (MPP) in die Cámara de Senadores gewählt und hatte dieses Amt von 2005 bis 2010 inne. Im Senat wirkte er als Vizepräsident der Kommission für Bildung und Kultur (Comisión de Educación y Cultura). Überdies war er Mitglied der Comisión de Constitución y Legislación. Am 4. Juni 2008 wurde er begleitend zum Direktor der Unidad Reguladora de los Servicios de Comunicaciones (Ursec) ernannt. Im März 2010 übernahm er in der Regierung von Präsident José Mujica das Amt des Präsidentschaftssekretärs. Das Amt gab er im Oktober 2012 im Zuge einer Darmkrebserkrankung auf. Sein Nachfolger wurde Homero Guerrero. Seit 2013 war Breccia erneut uruguayischer Botschafter in Italien. Dieser Diplomatentätigkeit war er bereits zuvor vom 4. November 2008 bis 2010 nachgegangen. Er verstarb im Alter von 68 Jahren an den Folgen der Krebserkrankung.